# Charles Lynch
Charles Lynch (Chestnut Hill, 1736 – Contea di Pittsylvania, 29 ottobre 1796) è stato un ufficiale statunitense, del tempo della guerra d'indipendenza (1776-1783), combattuta dagli USA contro l'Inghilterra.

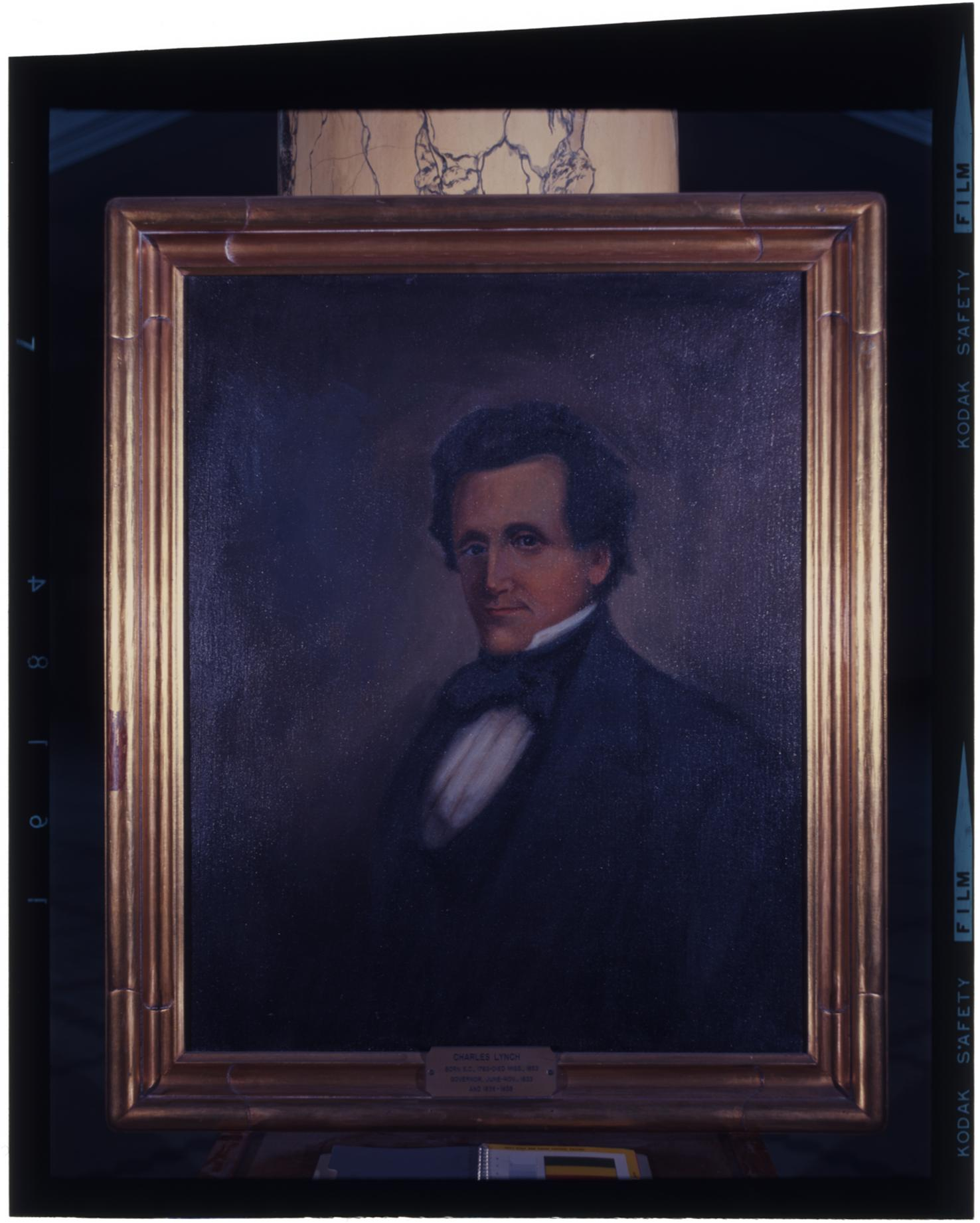

Ricordato per la sua Legge di Lynch (linciaggio).